# Oxycoleus brasiliensis
Oxycoleus brasiliensis är en skalbaggsart som först beskrevs av Friedrich F. Tippmann 1953.  Oxycoleus brasiliensis ingår i släktet Oxycoleus och familjen långhorningar. Inga underarter finns listade i Catalogue of Life.